# Renée de Gruijl
Renée de Gruijl (Hilversum, 22 maart 1993) is een Nederlandse actrice, musicalactrice, cabaretier en zangeres. Zij studeerde aan Codarts in Rotterdam.
De Gruijl speelde de rol van Elza van Waveren in de televisieserie SpangaS (2018-2020). Daarnaast heeft ze de rol van Mariëlle Vizee gespeeld in Flikken Maastricht (2017) en Mocro Maffia (2018).
De Gruijl is ook bekend van musicals als Grease (musical), Lazarus (musical), Rent (musical) en Malle Babbe, de musical. In december 2015 werd zij genomineerd voor de Musical Award van Aanstormend talent voor haar vertolking van Maureen in 'RENT. In 2021 deed De Gruijl mee als kandidaat bij Op Zoek Naar Maria. Ze werd geëlimineerd in aflevering 4, waarmee ze de 7e plaats behaalde.
In 2017 deed De Gruijl mee aan The voice of Holland.
In oktober 2020 stond Renée de Gruijl voor de eerste keer op de planken met haar eigen cabaretshow ’Hijsbak’ in TapasTheater.

## Theater
| Seizoen     | Musical                             | Rol                                                           |
| ----------- | ----------------------------------- | ------------------------------------------------------------- |
| 2026        | Foxtrot                             | Lisette                                                       |
| 2025 - 2026 | Malle Babbe, de musical             | Zuster Ursula / Elly Hesseling                                |
| 2024        | De Tocht                            | Ensemble                                                      |
| 2023 - 2024 | Ver van je bed                      | Hannah                                                        |
| 2023        | De mol en de paradijsvogel          | Alberts moeder Miep / Ex-vrouw Lucy Bor / Juul / Conférencier |
| 2022        | Van Katoen en Water                 | Stella (verpleegster)                                         |
| 2021        | Showponies - de Alex Klaasen RevueS | Soliste                                                       |
| 2019 - 2020 | Lazarus (musical)                   | Teen Girl Two                                                 |
| 2016 - 2017 | Razend                              | Moeder                                                        |
| 2015 - 2016 | Grease (musical)                    | Marty                                                         |
| 2014 - 2015 | Rent (musical)                      | Maureen Johnson                                               |
| 2013 - 2014 | Afblijven (musical)                 | Fleur, alternate Melissa                                      |